# 삼지연 미사일 기지
삼지연 미사일 기지(三池淵 미사일 基地)은 북한 양강도 삼지연시에 위치한 ICBM 기지를 말한다. 2곳이라는 보도도 있다.

## 역사
2003년 9월 탈북한 북한 원자력총국 부설 38호 연구소장 김광빈(51) 박사는 "북한은 20여년 전 옛소련에서 6,000km 사거리의 40kt급 핵탄두미사일 3기를 수입했다"며 "이중 1기는 1983년 38호연구소에서 해체해 개조용 실험연구에 사용했고 2기는 동해안 미사일 기지와 백두산 삼지연 미사일 기지에 각각 실전 배치돼 있다."고 진술서를 작성했다. 당시 미국과 소련은 극동지역에 SS-20 배치 문제로 크게 대립중이었다.
2013년 10월 9일, 한국 정부의 복수의 고위 관계자가 "북한이 백두산 남방으로 수km 떨어진 해발 2000m가량의 소백산 일대에 미사일 발사 격납시설인 사일로(silo)를 여러 곳 건설한 것으로 파악됐다"며 "2000년대 중반부터 공사를 시작해 최근 마무리한 것으로 보고 있다"고 말했다. 새로 건설한 사일로가 여러 곳이다. 삼지연에서 불과 9 km가량 떨어져 있다. 남북으로 약 3km, 동서 1.9km가량의 면적에 철통같은 보안을 자랑한다. 신인균 자주국방네트워크 대표는 고정 미사일 발사대가 생겼다는 것은 결국 중-장거리 미사일을 배치했다는 의미라고 분석했다.
2015년 1월 4일, 중국 관영 CCTV는 인민해방군 전략미사일 부대인 제2포병의 백두산 혹한기 훈련 영상을 소개했다. 사거리 1800 km DF-21A 핵미사일(MRBM)이 등장했다. 인근의 DF-21 부대는 퉁화시에 위치한 제2포병 산하 제816 미사일 여단이다. 중국과 북한이 백두산 인근을 핵미사일 기지로 채택했다는 의미이다.
2016년 9월 20일, 북한 조선중앙통신은 서해 위성 발사장에서 백두산 로켓에 사용될 추력 80톤 액체연료 백두산 엔진의 지상 연소실험에 성공했다고 보도했다. 이후 화성 14호 1단에 1개, 화성 15호 1단에 2개를 사용했다.
2017년 4월 양강도 삼지연 미사일 기지의 지하 사일로의 보수공사를 시작했다. 삼지연 미사일 기지는 삼지연읍과 포태 노동자구 사이의 해발 2,000 m 고지에 위치해 있으며, 1999년부터 2001년 사이에 건설된 지하 미사일 기지이다. 원래 백두산-1호(대포동 1호)가 장착돼 있었는데 최근 화성 14호 ICBM으로 교체중이다. 화성 14호는 2017년 7월 4일, 7월 28일 2회 시험발사에 성공했다.
북한은 2016년 3월 선전매체 메아리를 통해 "화성 14호(KN-20) 대륙간 탄도미사일에는 10Mt 핵탄두 6기를 탑재할 수 있어 그 어떤 미사일보다 강력하다"고 주장했으나, 과장된 선전이다. KN-22 열핵탄두 참조.

## 폭발사고
2004년 양강도에서 의문의 폭발 사고가 발생했다. 4 km 상공까지 버섯 구름이 피어올랐다. 2004년 9월 9일, 한반도 상공을 지나던 아리랑 1호 위성이 북한의 양강도 김형직군 월탄리 부근에서 연기처럼 보이는 버섯구름을 촬영했다. 9월 12일 국가안전보장회의(NSC)에서 이 구름이 폭발에 의한 것이라는 가능성이 제기되면서 문제가 확대되었다.
2006년 10월 9일 10시 35분 양강도 풍계리 핵 실험장에서 북한 1차 핵실험을 단행했다. 2004년 의문의 폭발사고가 난 양강도에 핵실험장이 있다.
2006년 10월 17일 개봉한 미국 영화 에너미 라인스 2에서는 이 사고가 양강도 삼지연 미사일 기지의 지하 사일로에 장전되어 있던 ICBM을 미국 네이비 씰과 한국 특수부대가 폭파한 것이라고 설정했다. 미국으로 탈북한 김광빈 핵무기 연구소장이 80년대부터 삼지연 미사일 기지에 40 kt 핵탄두를 장착한 중장거리 미사일이 한 발 있다고 진술서를 작성한 게 7월인데, 9월에 폭발 사고가 발생했다.

## 같이 보기
- 삼지연 초대소 - 김정일 정부의 전면전 핵벙커. 백두산 초대소라고도 불렸다.
- 깃대령 미사일 기지 - 영화에도 등장하는 북한의 유명한 스커드 미사일 기지
- 삼지연공항 - 전투기들이 배치되어 있다. 백두산 정상까지 차로 1시간 거리